# Seznam angleških računalnikarjev
Seznam angleških računalnikarjev.

## B
- Charles Babbage (1791 – 1871)
- Tim Berners-Lee (1955 –)

## D
- Sandy Douglas (1921 – 2010)

## H
- Tony Hoare (1934 –)

## L
- Ada Lovelace (1815 – 1852)
- Mike Lynch (1965 – 2024)

## N
- Roger Needham

## P
- Gordon Plotkin (1946 –) (Škot)

## W
- Maurice Vincent Wilkes